# Аніш Гірі
А́ніш Ку́мар Гірі (28 червня 1994, Санкт-Петербург) — нідерландський шахіст, гросмейстер (2009). Учасник турніру претендентів 2016 та 2020 років.
Його рейтинг станом на січень 2024 року — 2764 (10-те місце у світі, 1-ше у Нідерландах).

## Біографія
Батько Аніша — Санджай (з Непалу, індієць за національністю), мати — Ольга (росіянка). Сім'я жила в російському Санкт-Петербурзі, Японії, потім у Нідерландах в місті Делфт. Вихованець ДЮСШ-2, що розташована в Калінівському районі Санкт-Петербурга. Гросмейстерську норму Аніш виконав у 14 років 6 місяців, ставши на той момент наймолодшим у світі гросмейстером.

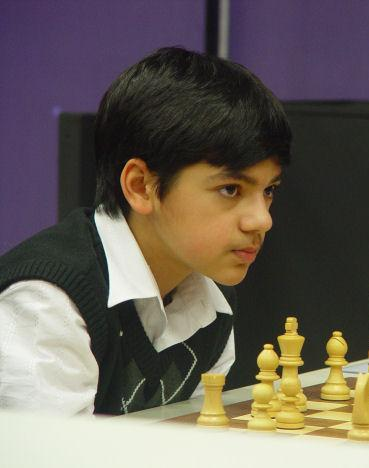
Аніш Гірі, 2008 рік

### 2011
17 січня 2011 року в третьому турі традиційного шахового турніру XX категорії в Вейк-ан-Зеє завдав поразки лідеру світового рейтингу норвежцю Магнусу Карлсену, змусивши його здатися вже після 22 ходів. Турнір Аніш закінчив на 7 місці, маючи 12 особистий рейтинг серед 14 шахістів, які брали участь у турнірі.

### 2012
6 січня 2012 року Аніш Гірі став переможцем 54 міжнародного турніру XX категорії в місті Реджо-нель-Емілія.. Маючи найменший рейтинг серед 6 учасників, та всього 2 нічиї та 2 поразки після перших чотирьох турів, він зумів у наступних 5 турах здобути 4 перемоги (в тому числі над сильними Іванчуком та Накамурою). В останньому турі зігравши внічию з Фабіано Каруаною, зумів випередити Накамуру та Морозевича, які свої партії програли.
З 13 по 29 січня 2012 року проходив турнір XXI категорії в Вейк-ан-Зеє. Гірі виступив невдало посівши останнє місце серед 14 учасників, його результат дві перемоги (Гельфанд, Камський), шість поразок (Карякін, Гашимов, Аронян, Каруана, Топалов, Іванчук) та п'ять нічиїх (Навара, Раджабов, Накамура, Карлсен, Ван Велі).

У жовтні 2012 року Гірі посів передостаннє 11 місце на першому етапі Гран-прі ФІДЕ 2012/2013, що проходив в Лондоні, його турнірний результат 4 очки з 11 можливих (+0-3=8).

### 2013

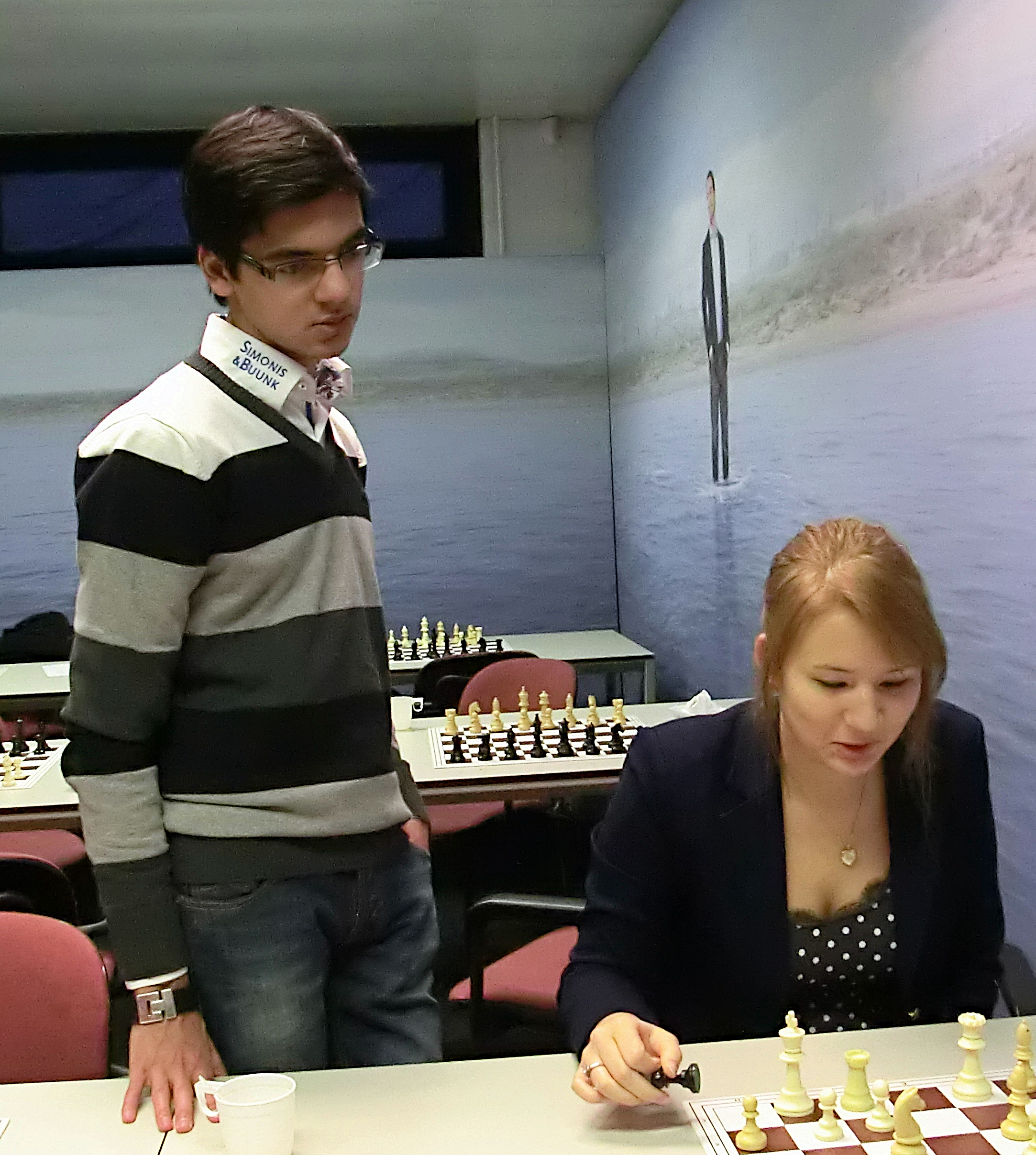
Аніш Гірі, Вейк-Ан-Зеє — 2013 рік

У січні 2013 року Аніш Гірі розділив 8-10 місця на 75-му міжнародному турнірі, що проходив в Вейк-ан-Зеє, набравши 6 очок з 13 можливих (+1-2=10).
У квітні 2013 року Гірі з результатом 5 з 11 очок (+0-1=10) розділив 7-9 місця на третьому етапі Гран-прі ФІДЕ 2012/2013, що проходив в місті Цуг (Швейцарія).
У липні 2013 року Аніш Гірі набравши 5,5 з 11 очок (+3-3=5) та поділивши 5-8 місця на п'ятому етапі Гран-прі ФІДЕ 2012/2013, що проходив в Пекіні, втратив шанси пробитися на турнір претендентів на матч за шахову корону 2014 року через цикл турнірів Гран-Прі ФІДЕ 2012/2013.
У серпні 2013 року на кубку світу ФІДЕ Гірі дійшов до 1/16 фіналу, де поступився перуанському шахісту Хуліо Гранді з рахунком 1½ на 2½ очка.
У жовтні 2013 року Аніш з результатом 3½ очок з 11 можливих (+0-4=7) посів останнє 12 місце на шостому етапі (Париж) серії Гран-прі ФІДЕ 2012—2013 років. В загальному заліку серії гран-прі ФІДЕ 2012/2013 рр. Гірі, набравши 130 очок, розділив разом з Василем Іванчуком останні 15-16 місця серед всіх шахістів, які брали участь мінімум в трьох етапах гран-прі.
На командному чемпіонаті Європи, що проходив в листопаді у Варшаві, Аніш Гірі, набравши 6½ очок з 9 можливих (+4=5-0), показав сьомий результат на першій дошці (турнірний перфоманс склав 2763 очка) та допоміг збірній Нідерландів посісти 11-те місце серед 38 країн.

### 2014
У січні 2014 року Аніш Гірі з результатом 6½ з 11 можливих очок (+2-0=9) посів 2-е місце на турнірі XX категорії у Вейк-ан-Зеє, випередивши за додатковими показниками Сергія Карякіна та відставши від переможця вірменина Левону Ароняну на 1½ очка.
У червні 2014 року Гірі з результатом 4 очка з 9 можливих (+1-2=6) посів лише 8-е місце на турнірі XXI категорії Norway Chess 2014, що проходив в місті Ставангер.
У липні 2014 року Аніш набравши 5 очок з 10 можливих (+3-3=4) розділив 3-5 місця на Меморіалі Ханса Сурі, що проходив в швейцарському місті Біль.
У серпні 2014 виступаючи на першій дошці в Шаховій олімпіаді, що проходила в Тромсе, Аніш Гірі набрав 8 очок з 11 можливих (+5-0=6), завдяки чому збірна Нідерландів посіла 12 місце серед 177 країн. Його результат став третім (турнірний перфоманс 2836 очок) серед шахістів, які виступали на першій дошці.
У листопаді 2014 року з результатом 5 очок з 11 можливих (+0-1=10) посів 9 місце на другому етапі Гран-прі ФІДЕ 2014/2015, що проходив в Ташкенті.
З 26 листопада по 4 грудня 2014 року Аніш Гірі, як рейтинг-фаворит, брав участь у турнірі «Qatar Masters Open 2014». Набравши 7 очок з 9 можливих (+7-2=0) Аніш посів 2 місце випередивши за додатковими показниками Володимира Крамника.
У грудні 2014 року Аніш Гірі набравши 7 очок з 15 можливих (+1-0=4) розділив 2-3 місця з Володимиром Крамником на турнірі «London Chess Classic». Також Аніш з результатом 8½ очок посів 2 місце на турнірі зі швидких шахів та з результатом 16 очок з 30 можливих (+5-4=1) 4 місце на турнірі з блискавичних шахів, що проходили в рамках Лондонського шахового фестивалю.

### 2015
У січні 2015 року Аніш Гірі розділив 2-5 місця (за додатковим показником — 3 місце) з Ваш'є-Лагравом, Со та Ліженем на турнірі XX категорії, що проходив у Вейк-ан-Зеє. Набравши 8½ очок з 13 можливих (+5-1=7) Гірі відстав на ½ очка від переможця турніру Магнуса Карлсена.
У лютому 2015 року Гірі, набравши 5½ очок з 11 можливих (+1-1=9), розділив 4-7 місця на третьому етапі серії Гран-прі ФІДЕ 2014/2015 років, що проходив в Тбілісі.
У квітні 2015 року розділив 7-10 місця на турнірі «Меморіал Вугара Гашимова». Його результат 3½ очка з 9 можливих (+0-2=7).
У травні 2015 року з результатом 5½ очок з 11 можливих (+2-2=7) розділив 6-9 місця на четвертому етапі Гран-прі ФІДЕ 2014/2015, що проходив у Ханти-Мансійську. У загальному заліку серії Гран-прі ФІДЕ 2014/2015 Гірі посів 12-е місце (170 очок).
У червні 2015 року набравши 5½ очок з 9 можливих (+2-0=7) посів 4 місце на турнірі XXII категорії «Norway Chess 2015» (перший етап Grand Chess Tour 2015), що проходив в місті Ставангер.Його турнірний перфоманс склав — 2861 очко.
У липні 2015 року Аніш Гірі з результатом 5½ з 7 очок (+4-0=3) вчетверте став переможцем чемпіонату Нідерландів, що проходив у Амстердамі.
На початку вересня 2015 року Аніш посів 5-е місце на турнірі «The 2015 Sinquefield Cup» (другий етап Grand Chess Tour), що проходив у Сент-Луїсі. Його результат — 5 очок з 9 можливих (+1-0=8).
У вересні-жовтні 2015 році Гірі дійшов до півфіналу кубка світу ФІДЕ, де поступився Петру Свідлеру з рахунком ½ на 1½ очка.
У листопаді 2015 року посів 2 місце на турнірі «Більбао. Final Masters 2015» поступившись на тай-брейку Веслі Со з рахунком ½ на 1½ очка. А також, разом зі збірною Нідерландів, посів 11 місце на командному чемпіонаті Європи, що проходив у Рейк'явіку. Набравши 6 з 9 очок (+3-0=6), Аніш посів 5 місце серед шахістів, які виступали на першій шахівниці..
У грудні 2015 року, набравши 5½ очок з 9 можливих (+2-0=7), посів 2 місце на турнірі «London Chess Classic 2015», що дозволило йому, набравши 23 очки за підсумками серії турнірів «Grand Chess Tour 2015», посісти 2 місце, поступившись лише чинному чемпіону світу Магнусу Карлсену (26 очок) та випередивши на 1 очко Левона Ароняна. Крім того, наприкінці грудня Аніш посів 8 місце на опен-турнірі «Qatar Masters Open 2015».

### 2016

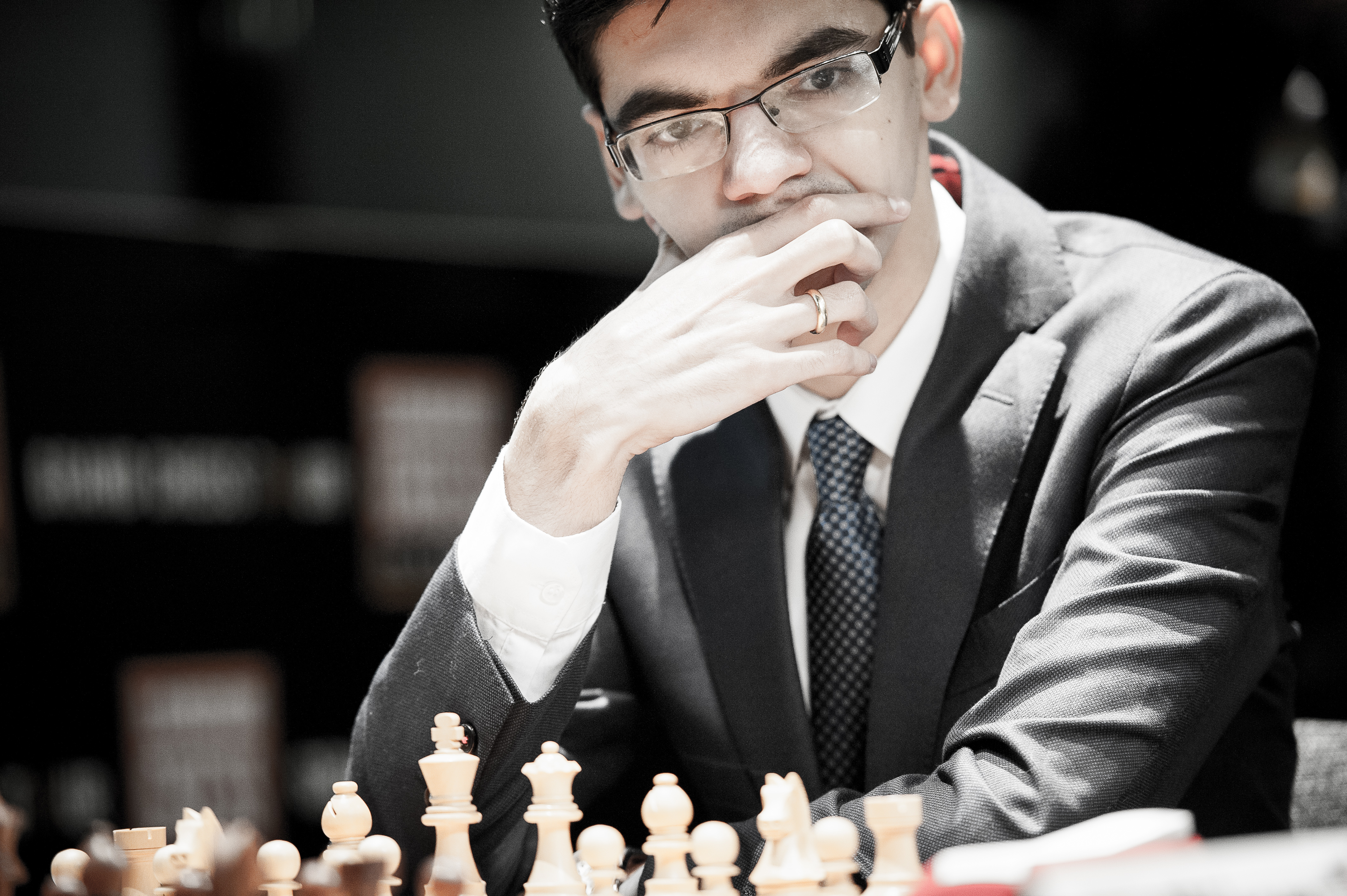
Аніш Гірі, «London Chess Classic 2016»

У січні 2016 року з результатом 7 очок з 13 можливих (+2-1=10), посів 5 місце на турнірі 20-ї категорії, що проходив у Вейк-ан-Зеє.
У лютому 2016 року посів 4 місце на турнірі Zurich Chess Challenge, що проходив у Цюриху.
У березні 2016 року з результатом 7 очок з 14 можливих (+0-0=14) розділив 4-7 місця на турнірі претендентів, що проходив у Москві.
У квітні 2016 року, набравши 4 очки з 9 можливих (+1-2=6), Гірі посів 8 місце на турнірі «Altibox Norway Chess 2016», що проходив у Ставангері.
У травні-червні 2016 року з результатом 5½ з 9 можливих очок (+3-1=5) посів 3 місце на турнірі «Меморіал В.Гашимова».
У липні 2016 року з результатом 7 очок з 30 можливих (+0-3=7) посів останнє 6 місце на турнірі 22 категорії «Grand Slam Masters Final», що проходив у Більбао.
У серпні 2016 року, набравши 3 очки з 9 можливих (+0-3=6), Аніш посів останнє 10 місце на турнірі «The 2016 Sinquefield Cup» (третій етап Grand Chess Tour), що проходив у Сент-Луїсі.
У вересні 2016 року в складі збірної Нідерландів посів 36-те місце на шаховій олімпіаді, що проходила в Баку. Набравши 7 з 11 можливих очок (+3-0=8), Гірі показав 13-й результат (турнірний перформанс — 2750 очка) серед шахістів, які виступали на 1-й шахівниці.
У жовтні 2016 року з результатом 5½ очок з 9 можливих (+3-1=5) посів 2 місце на турнірі «Меморіал Таля», що проходив у Москві.
У грудні 2015 року з результатом 4½ з 9 очок (+0-0=9) посів 6 місце на турнірі 22 категорії «London Chess Classic 2016», а також 9 місце (12,5 очок) за підсумками серії турнірів «Grand Chess Tour 2016».

### 2017
У січні 2017 року, набравши 6½ очок з 13 можливих (+4-1=8), Аніш посів 8-ме місце на турнірі 21-ї категорії, що проходив у Вейк-ан-Зеє.
У травні 2017 року з результатом 5 з 9 очок (+1-0=8) розділив 3-9 місця на другому етапі серії Гран-Прі ФІДЕ 2017 року, що проходив у Москві.
У червні 2017 року, набравши 8½ з 10 очок (+7-0=3), Аніш Гірі став переможцем 32-го міжнародного опен-турніру «Reykjavik Open 2017».
У липні 2017 року Гірі розділив 4-10 місця на третьому етапі серії Гран-Прі ФІДЕ 2017 року, що проходив у Женеві. Його результат 5 очок з 9 можливих (+2-1=6).
У листопаді 2017 року з результатом 4 очки з 9 (+1-2=6) розділив 13-15 місця на четвертому етапі серії Гран-Прі ФІДЕ 2017 року, що проходив у Пальма-де-Майорці. У загальному заліку серії Гран-прі ФІДЕ 2017 року Гірі, набравши 137,4 очок посів 12-те місце та не зумів кваліфікуватися у Турнір претендентів 2018 року.

### 2018

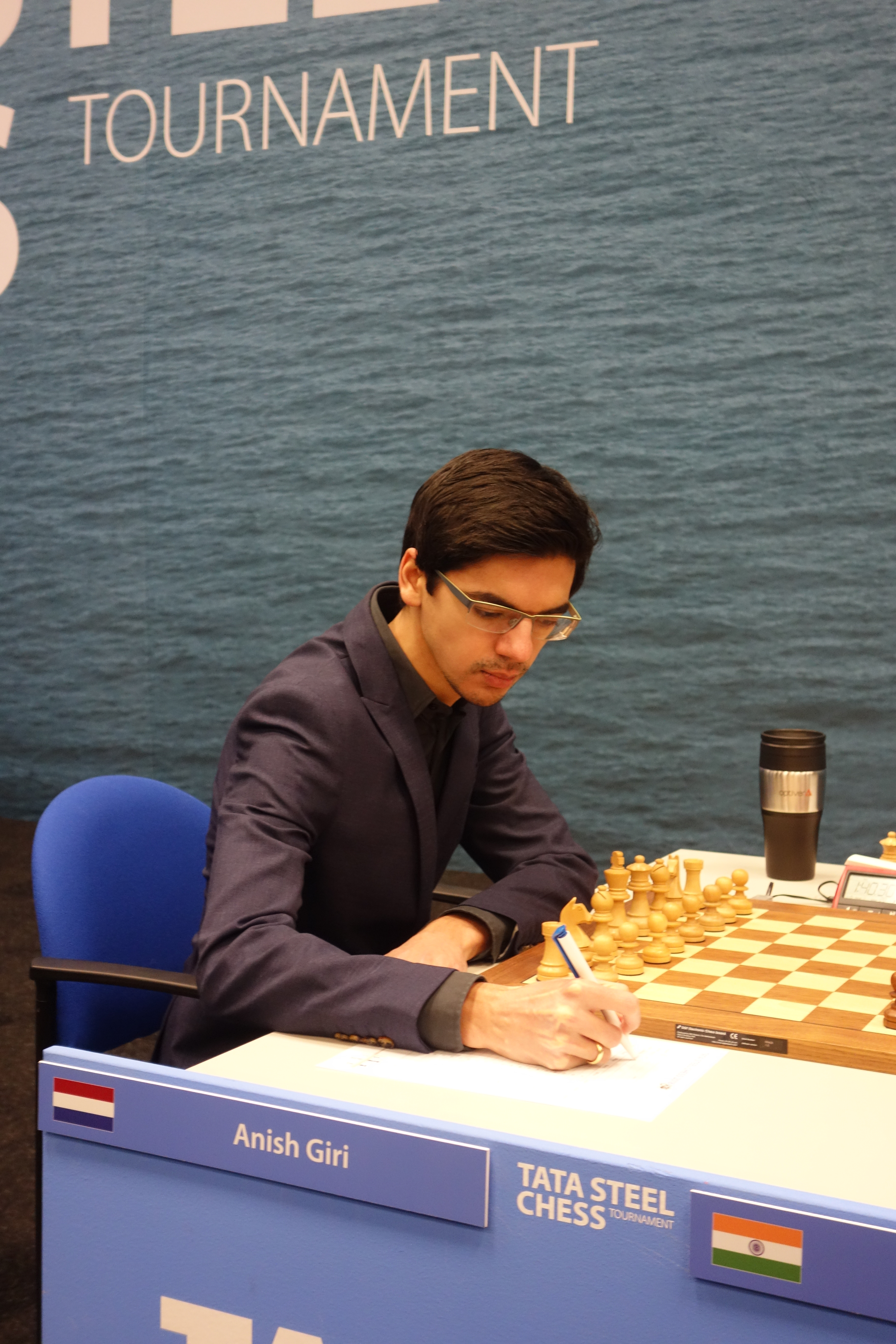
Аніш Гірі, Вейк-Ан-Зеє — 2018 рік

У січні 2018 року Аніш Гірі посів друге місце на домашньому турнірі, що проходив у Вейк-ан-Зеє. Набравши разом з Магнусом Карлсеном однакову кількість очок по 9 з 13 можливих (+5-0=8), Гірі програв норвежцю на тай-брейку з рахунком ½ — 1½.
У квітні 2018 року розділив 4-7 місця на турнірі «Меморіал Вугара Гашимова». Його результат 4½ очки з 9 можливих (+1-1=7).
У жовтні-листопаді 2018 року в складі збірної Нідерландів посів 40 місце на шаховій олімпіаді, що проходила в Батумі. Набравши 8½ з 11 можливих очок (+6-0=5), Гірі посів 3-тє місце серед шахістів, які виступали на 1-й шахівниці.
У листопаді 2018 року набравши 5½ очок з 10 (+1-0=9) розділив 1-3 місця на турнірі XXI категорії, що проходив у м.Шеньчжень (Китай).
У грудні 2018 року на чемпіонаті світу зі швидких та блискавичних шахів, що проходив у Санкт-Петербурзі, Гірі зокрема посів:
 — 8-ме місце у турнірі зі швидких шахів, набравши 10 з 15 очок (+5-0=10),
 — 10-те місце у турнірі з блискавичних шахів, набравши 13½ очок з 21 можливого (+9-3=9)

### 2019
У січні 2019 року Гірі повторив своє минулорічне досягнення посівши 2-ге місце у турнірі «Tata Steel Chess», що проходив у Вейк-ан-Зеє.
У квітні 2019 року Аніш зіграв у двох турнірах показавши абсолютно протилежні результати, зокрема: з результатом 3 очки з 9 можливих (+0-3=6) посів останнє 10-те місце на турнірі 22-ї категорії «Меморіал Вугара Гашимова», а з результатом 6½ очок з 10 (+3-0=7) став переможцем турніру 21-ї категорії «3rd Shenzhen Longgong Masters Dute Cup», що проходив у Шеньчжені.
У серпні 2019 року з результатом 5½ з 11 очок (+1-1=9) Гірі розділив 5-8-мі місця на турнірі XXII категорії «The 2019 Sinquefield Cup», що проходив у Сент-Луїсі.
У вересні 2019 року на кубка світу ФІДЕ Аніш Гірі дійшов до 1/16 фіналу, де поступився Джеффрі Сюну на тай-брейку з рахунком 2½ на 3½ очка.
У жовтні-листопаді 2019 року у складі збірної Нідерландів посів 17-те місце на командному чемпіонаті Європи. Крім того, набравши 5½ очок з 9 можливих (+2-0=7) Гірі посів лише 11 місце серед шахістів, які виступали на першій шахівниці
У листопаді 2019 року розділив 6-7 місця на шостому та 3-4 місця на сьомому етапах «Grand Chess Tour 2019», що проходили у форматі швидких та блискавичних шахів. У підсумковому заліку серії етапів «Grand Chess Tour 2019» Аніш Гірі розділив з Каруаною 10-11 місця серед 12 шахістів.
Наприкінці грудня 2019 року на чемпіонаті світу зі швидких та блискавичних шахів, що проходив у Москві, Гірі посів:
 — 16-те місце у турнірі зі швидких шахів, набравши 9½ з 15 очок (+5-1=9),
 — 13-те місце у турнірі з блискавичних шахів, набравши 13½ очок з 21 можливого (+8-2=11).

### 2020
У січні 2020 року з результатом 6½ очок з 13 можливих (+1-1=11) Гірі розділив 6—9 місця на турнірі 20-ї категорії «Tata Steel Chess Tournament», що проходив у Вейк-ан-Зеє.

## Турнірні результати
| Рік  | Місто             | Турнір                                                      | Категорія  | +   | −   | =    | Результат      | Місце    |
| ---- | ----------------- | ----------------------------------------------------------- | ---------- | --- | --- | ---- | -------------- | -------- |
| 2010 | Вейк-ан-Зеє       | 72-й міжнародний турнір «Б»                                 |            | 6   | 1   | 6    | 9 з 13         | Gold     |
|      | Рієка             | 11-й чемпіонат Європи                                       |            | 3   | 1   | 7    | 6½ з 11        | 70 — 122 |
|      | Мальме            | Міжнародний турнір                                          |            | 4   | 0   | 1    | 4½ з 5         | Gold     |
|      | Біль              | 43-й міжнародний турнір                                     |            | 1   | 2   | 6    | 4 з 9          | 8        |
|      | Хогевен           | 14-й міжнародний турнір                                     |            | 1   | 1   | 4    | 3 з 6          | Bronze   |
| 2011 | Вейк-ан-Зеє       | 73-й міжнародний турнір                                     | XX         | 2   | 2   | 9    | 6½ з 13        | 7 — 8    |
| 2012 | Реджо-нель-Емілія | 54-й міжнародний турнір                                     | XX         | 4   | 2   | 4    | 6 з 10         | Gold     |
|      | Вейк-ан-Зеє       | 74-й міжнародний турнір                                     | XXI        | 2   | 6   | 5    | 4½ з 13        | 13 — 14  |
|      | Біль              | 45-й міжнародний турнір                                     | XX         | 4   | 2   | 4    | 16 з 30        | 3 — 4    |
|      | Лондон            | Перший етап Гран-прі ФІДЕ                                   | XX         | 0   | 3   | 8    | 4 з 11         | 11 — 12  |
| 2013 | Вейк-ан-Зеє       | 75-й міжнародний турнір                                     | XX         | 1   | 2   | 10   | 6 з 13         | 8 — 10   |
|      | Рейк'явік         | Міжнародний турнір                                          |            | 5   | 0   | 5    | 7½ з 10        | 4        |
|      | Цуг               | Третій етап Гран-прі ФІДЕ                                   | XXI        | 0   | 1   | 10   | 5 з 11         | 7 — 9    |
|      | Пекін             | П'ятий етап Гран-прі ФІДЕ                                   | XXI        | 3   | 3   | 5    | 5½ з 11        | 5 — 8    |
|      | Тромсе            | Кубок світу ФІДЕ                                            |            | 4   | 1   | 1    | 4½ з 6         | 1/16     |
|      | Париж             | Шостий етап Гран-прі ФІДЕ                                   | XX         | 0   | 4   | 7    | 3½ з 11        | 12       |
|      | Варшава           | Командний чемпіонат Європи                                  |            | 4   | 0   | 5    | 6½ з 9         | 7        |
| 2014 | Вейк-ан-Зеє       | 76-й міжнародний турнір                                     | XX         | 2   | 0   | 9    | 6½ з 11        | Silver   |
|      | Ставангер         | 2-й міжнародний турнір                                      | XXI        | 1   | 2   | 6    | 4 з 9          | 8        |
|      | Біль              | 47-й міжнародний турнір                                     | XIX        | 3   | 3   | 4    | 5 з 10         | 3 — 5    |
|      | Тромсе            | 41-ша шахова олімпіада                                      |            | 5   | 0   | 6    | 8 з 11         | Bronze   |
|      | Ташкент           | 2-й етап Гран-прі ФІДЕ 2014/15                              | XXI        | 0   | 1   | 10   | 5 з 11         | 9        |
|      | Доха              | «Qatar Masters Open»                                        |            | 7   | 2   | 0    | 7 з 9          | Silver   |
|      | Лондон            | «London Chess Classic» (швидкі шахи)                        |            | 8   | 1   | 1    | 8½ з 10        | Silver   |
|      | Лондон            | «London Chess Classic» (бліц)                               |            | 5   | 4   | 1    | 16 з 30        | 4        |
|      | Лондон            | «London Chess Classic»                                      | XXII       | 1   | 0   | 4    | 7 з 15         | Silver   |
| 2015 | Вейк-ан-Зеє       | 77-й міжнародний турнір                                     | XX         | 5   | 1   | 7    | 8½ з 13        | Bronze   |
|      | Тбілісі           | 3-й етап Гран-прі ФІДЕ 2014/15                              | XX         | 1   | 1   | 9    | 5½ з 11        | 4 — 7    |
|      | Шамкір            | «2-й Меморіал В.Гашимова»                                   | XXI        | 0   | 2   | 7    | 3½ з 9         | 7 — 10   |
|      | Ханти-Мансійськ   | 4-й етап Гран-прі ФІДЕ 2014/15                              | XXI        | 2   | 2   | 7    | 5½ з 11        | 6 — 9    |
|      |                   | Командний чемпіонат Франції                                 |            | 7   | 1   | 2    | 8 з 10         |          |
|      | Ставангер         | 3-й міжнародний турнір                                      | XXII       | 2   | 0   | 7    | 5½ з 9         | 4        |
|      | Амстердам         | Чемпіонат Голландії                                         | XV         | 4   | 0   | 3    | 5½ з 7         | Gold     |
|      | Сент-Луїс         | «The 2015 Sinquefield Cup»                                  | XXII       | 1   | 0   | 8    | 5 з 9          | 5        |
|      | Баку              | Кубок світу ФІДЕ                                            |            | 3   | 1   | 8    | 7 з 12         | — 4      |
|      | Більбао           | Більбао. Final Masters                                      | XXII       | 1   | 0   | 5    | 3½ з 6         | Silver   |
|      | Рейк'явік         | Командний чемпіонат Європи                                  |            | 3   | 0   | 6    | 6 з 9          | 11 (5)   |
|      | Лондон            | «London Chess Classic»                                      | XXII       | 2   | 0   | 7    | 5½ з 9         | Silver   |
|      | Доха              | «Qatar Masters Open»                                        |            | 3   | 0   | 6    | 6 з 9          | 8        |
| 2016 | Вейк-ан-Зеє       | 78-й міжнародний турнір                                     | XX         | 2   | 1   | 10   | 7 з 13         | 5        |
|      | Цюрих             | 5-й міжнародний турнір                                      | XXI        | 1   | 3   | 6    | 5½ з 15        | 4        |
|      | Москва            | Турнір претендентів                                         | XXII       | 0   | 0   | 14   | 7 з 14         | 4 — 7    |
|      | Ставангер         | 4-й міжнародний турнір «Norway Chess»                       | XXI        | 1   | 2   | 6    | 4 з 9          | 8        |
|      | Шамкір            | «3-й Меморіал В.Гашимова»                                   | XX         | 3   | 1   | 5    | 5½ з 9         | Bronze   |
|      | Більбао           | Більбао. Final Masters                                      | XXII       | 0   | 3   | 7    | 3½ з 10        | 6        |
|      | Сент-Луїс         | «The 2016 Sinquefield Cup»                                  | XXII       | 0   | 3   | 6    | 3 з 9          | 10       |
|      | Баку              | 42-ша шахова олімпіада                                      |            | 3   | 0   | 8    | 7 з 11         | 13       |
|      | Москва            | «Меморіал Таля»                                             | XXII       | 3   | 1   | 5    | 5½ з 9         | Silver   |
|      | Лондон            | «London Chess Classic»                                      | XXII       | 0   | 0   | 9    | 4½ з 9         | 6        |
| 2017 | Вейк-ан-Зеє       | 79-й міжнародний турнір                                     | XXI        | 1   | 1   | 11   | 6½ з 13        | 8        |
|      | Москва            | 2-й етап Гран-прі ФІДЕ 2017                                 | XX         | 1   | 0   | 8    | 5 з 9          | — 9      |
|      | Рейк'явік         | 32-й міжнародний опен-турнір                                |            | 7   | 0   | 3    | 8½ з 10        | Gold     |
|      | Женева            | 3-й етап Гран-прі ФІДЕ 2017                                 | XX         | 2   | 1   | 6    | 5 з 9          | 4 — 10   |
|      | Пальма-де-Майорка | 4-й етап Гран-прі ФІДЕ 2017                                 | XX         | 1   | 2   | 6    | 4 з 9          | 13 — 15  |
| 2018 | Вейк-ан-Зеє       | 80-й міжнародний турнір                                     | XX         | 5   | 0   | 8    | 9 з 13         | Silver   |
|      | Шамкір            | «5-й Меморіал В.Гашимова»                                   | XXI        | 1   | 1   | 7    | 4½ з 9         | 4 — 7    |
|      | Дортмунд          | 46-й міжнародний турнір                                     | ХIХ        | 2   | 1   | 4    | 4½ з 9         | — 4      |
|      | Батумі            | 43-тя шахова олімпіада                                      |            | 6   | 0   | 5    | 8½ з 11        | Bronze   |
|      | Острів Мен        | міжнародний турнір (швейцарська система)                    |            | 3   | 0   | 6    | 6 з 9          | 10 — 28  |
|      | Шеньчжень         | міжнародний турнір                                          | XXI        | 1   | 0   | 9    | 5½ з 10        | — 3      |
|      | Санкт-Петербург   | чемпіонат світу з рапіду                                    | рапід      | 5   | 0   | 10   | 10 з 15        | 8        |
|      | Санкт-Петербург   | чемпіонат світу з бліцу                                     | бліц       | 9   | 3   | 9    | 13½ з 21       | 10       |
| 2019 | Вейк-ан-Зеє       | 81-й міжнародний турнір                                     | XXI        | 5   | 1   | 7    | 8½ з 13        | Silver   |
|      | Шамкір            | «6-й Меморіал В.Гашимова»                                   | XXII       | 0   | 3   | 6    | 3 з 9          | 10       |
|      | Шеньчжень         | міжнародний турнір                                          | XXI        | 3   | 0   | 7    | 6½ з 10        | Gold     |
|      | Загреб            | «Croatia Grand Chess Tour» (2-й етап Grand Chess Tour 2019) | XXII       | 2   | 2   | 7    | 5½ з 11        | 5 — 7    |
|      | Париж             | 2019 Paris Rapid & Blitz (3-й етап Grand Chess Tour 2019)   | рапід бліц | 0 5 | 4 8 | 5    | 5 з 18 7½ з 18 | 10       |
|      | Сент-Луїс         | «The 2019 Sinquefield Cup» (5-й етап Grand Chess Tour 2019) | XXII       | 1   | 1   | 9    | 5½ з 11        | 5 — 8    |
|      | Ханти-Мансійськ   | Кубок світу ФІДЕ                                            |            | 2   | 0   | 4    | 4 з 6          | 1/16     |
|      | Батумі            | Командний чемпіонат Європи                                  |            | 2   | 0   | 7    | 5½ з 9         | 17 (11)  |
|      | Бухарест          | Superbet Rapid & Blitz (6-й етап Grand Chess Tour 2019)     | рапід бліц | 3 1 | 2 3 | 4 14 | 10 з 18 8 з 18 | 6 — 7    |
|      | Колката           | Superbet Rapid & Blitz (7-й етап Grand Chess Tour 2019)     | рапід бліц | 2 3 | 2   | 5 13 | 9 з 18 9½ з 18 | — 4      |
|      | Москва            | чемпіонат світу з рапіду                                    | рапід      | 5   | 1   | 9    | 9½ з 15        | 16       |
|      | Москва            | чемпіонат світу з бліцу                                     | бліц       | 8   | 2   | 11   | 13½ з 21       | 13       |
| 2020 | Вейк-ан-Зеє       | 82-й міжнародний турнір                                     | XX         | 1   | 1   | 11   | 6½ з 13        | 6 — 9    |
|      | Єкатеринбург      | Турнір претендентів                                         | XXI        | 1   | 1   | 5    | з 14           | —        |

## Зміни рейтингу
| На цьому місці має відображатися графік чи діаграма, однак з технічних причин його відображення наразі вимкнено. Будь ласка, не видаляйте код, який викликає це повідомлення. Розробники вже працюють для того, щоби відновити штатне функціонування цього графіка або діаграми. | |
| | На цьому місці має відображатися графік чи діаграма, однак з технічних причин його відображення наразі вимкнено. Будь ласка, не видаляйте код, який викликає це повідомлення. Розробники вже працюють для того, щоби відновити штатне функціонування цього графіка або діаграми. |